# Capela de São Roque (Riba de Ave)
A Capela de São Roque, também designada de Ermida de São Roque localiza-se no Monte de São Roque, na freguesia de Riba de Ave, Município de Vila Nova de Famalicão, em Portugal.
Esta capela, onde se venera o santo homónimo, foi mandada construir em 1606 pelo padre Manuel de Quadros. Anualmente, nos dias 16 de Agosto e 25 de Dezembro, aí se realizam as festas de São Roque. Conta a lenda que a capela foi construída durante um surto de peste negra que assolou Portugal durante o século XVII, tendo servido de refúgio às pessoas sãs.

## História
Ao contrário do que se tem escrito sobre a capela de São Roque, esta não foi construída no século XVIII, mas sim em finais do século XVI, tal como se afere num documento de doação que se diz o seguinte: "Saibam todos quantos este instrumento virem que, a 5 de Setembro de 1600, o licenciado Manuel de Quadros, abade da freguesia de Riba de Ave, perante mim tabelião e testemunhas, foi por ele dito que tendo construído uma ermida de invocação a São Roque, e se encontrado dotada de tudo quanto era necessário, lhe aprazia doar para todo o sempre, umas leiras que possuía na freguesia de Guardizela, que houve de Maria Vaz, defunta, partindo com as herdades de Vicente Fernandes, de Penso." Estas leiras, conforme continua a informar o mesmo documento, trazia-as o padre Manuel de Quadros alugadas a Lucas Pires, de Riba de Ave, que lhe pagava anualmente três alqueires de pão meado. E na continuação da sua leitura mais uma vez vem ao de cima o desejo do doador de que tais leiras se conservem para todo o sempre, irrevogavelmente, com todos os poderes e direitos inalienáveis, na posse da referida capela.
Do que fica dito ressalta com clareza que a capela de São Roque, se não data do mesmo ano da doação, a precederá um ano, quando muito. Desaparecem assim as dúvidas quanto à sua fundação e ao seu promotor. O que se questiona, naturalmente, é onde foram parar tais leiras, e outros valores mais. Muita arbitrariedade se cometeu nesta freguesia, de conivência, sabe-se lá com quem.
Assinaram tal documento, como testemunhas, António Vilela, de Calvos, Serzedelo, e Afonso Dias, de Airão, Guimarães, além do tabelião, António Jácome.
Anos volvidos, isto em 1606, é a vez de Lucas Pires declarar em instrumento público, que trazia alugadas à ermida de São Roque umas leiras em Guardizela, pelas quais pagava três medidas. Testemunharam esta sua declaração os cónegos Valeriano de Alpaso e Pontes, assinando como tabelião, em nome do duque de Bragança, senhor de Barcelos, António Jácome, a 27 de Julho de 1606.